# Alsomitra
Alsomitra je monotipski biljni rod iz porodice tikvovki smješten u tribus Gomphogyneae. Jedina vrsta u njemu je lijana A. macrocarpa, poznata kao »javanski krastavac«, čiji je plod krilata ahenija čiji oblik omogućava vjetru da nosi sjeme dalje od matičnog stabla.
Krilato sjeme javanskog krastavca najveće je lebdeće sjeme na svijetu. Lebdeći poput leptira mogu premostiti ogromne udaljenosti, zbog čega ih nalaze čak i na palubama brodova. Čak i bez vjetra u prašumi sjeme se može širiti. Vrsta je predstavljena u BBC-jevom dokumentarcu »Life« i privukla je pozornost nekoliko znanstvenika koji proučavaju aerodinamiku i kretanje zrakoplova. Plodovi su veliki poput nogometne lopte, što je već samo po sebi izvanredno.
Ova lijana raste po drveću tropskh šuma Tajlanda, Sumnatre, Malajskog poluotoka, Jave, Nove Gvineje i Filipina.

## Sinonimi za rod i vrstu
- Macrozanonia (Cogn.) Cogn.
- Alsomitra gracilipes Elmer
- Macrozanonia macrocarpa (Blume) Cogn.
- Macrozanonia philippinensis (Merr.) Cogn.
- Momordica coriacea Cogn.
- Zanonia macrocarpa Blume
- Zanonia philippinensis Merr.
- Erythropalum triandrum Quisumb. & Merr.

## Vanjske poveznice
- Seeds with efficiently shaped wings glide slowly to earth